# 루카스 그레이엄
루카스 그레이엄(Lukas Graham)은 덴마크의 팝, 소울 밴드이다. 대표곡은 "7 Years"이다.

## 음반
- Lukas Graham (2012)
- Blue Album (2015)
- 3 The Purple Album (2018)